# Paros (unidade regional)
Paros (em grego: Πάρου) é uma unidade regional da Grécia, localizada na região do Egeu Meridional. É formada pelas ilhas de Paros, Antiparos e outras ilhas menores no Mar Egeu.

## Administração
Foi criada a partir da reforma governamental instituída pelo Plano Calícrates de 2011, através da divisão de parte da extinta Prefeitura das Cíclades. É subdividida em 2 municípios; são eles (numerados conforme o mapa):
- Paros (1)
- Antiparos (2)